# گونتر پرین
گونتر پرین (به آلمانی: Günther Prien) (۱۶ ژانویه ۱۹۰۸ – ۸ مارس ۱۹۴۱) نظامی اهل آلمان در دوره رایش سوم بود که در جریان جنگ جهانی دوم در کریگس‌مارینه خدمت و او-بوت او-۴۷ را فرماندهی کرد. او به عنوان نخستین فرمانده او-بوت نشان عالی صلیب شوالیه صلیب آهنین و به عنوان نخستین فرد در کریگس‌مارینه نشان برگ‌های بلوط صلیب شوالیه را دریافت کرد. برگ‌های بلوط صلیب شوالیه هنگام اعطای آن به پرین عالی‌ترین نشان نظامی در رایش سوم به حساب می‌آمد. پرین در طول خدمت خود ۳۱ کشتی دشمن با مجموع تناژ ۱۹۲٬۱۰۲ تن را غرق کرد.

## سال‌های اولیه
گونتر پرین سال ۱۹۰۸ در شهر لوبک بر کرانه دریای بالتیک زاده شد. پدرش قاضی بود. پدر و مادرش از هم جدا شدند و او و دو فرزند دیگر با مادرشان به لایپزیش نقل مکان کردند. ظاهراً پدر کمک مالی به آن‌ها نمی‌کرد و مادر به سختی با فروش سوزن‌دوزی و نقاشی‌هایی می‌کشید امورات خود و کودکان را می‌گذراند. تورم بالای این زمان در دوره جمهوری وایمار دشواری را مضاعف می‌کرد. گونتر در سن پانزده سالگی خانه را ترک کرد تا باری از دوش مادر بردارد. در نمایشگاه صنعتی لایپزیش به عنوان راهنما کار کرد و ارز خارجی به دست آورد. با این پول در دانشکده دریانوردی هامبورگ-فینکنوِردر ثبت نام کرد. پس از فراگرفتن مقدمات، کاری در کشتی اس‌اس هامبورگ به عنوان مستخدم برای خود یافت. این کشتی در یک طوفان زمستانی غرق شد اما گونتر خود را به ساحل ایرلند رساند و نجات پیدا کرد. سال‌های بعدی را در چند کشتی دیگر کار کرد. در این سال‌ها آلمان دچار رکورد اقتصادی بود و دریانوردی وضع خوبی نداشت. بیکاری او را وادار کرد عضو سازمان داوطلبی کار رایش شود. آن‌جا فقط غذا و جای خواب می‌گرفت.
پرین وقتی مطلع نیروی دریایی دریانوردان تجاری را به عنوان نیروی ذخیره جذب می‌کند به سرعت ثبت نام کرد. بدین شکل ماه ژانویه سال ۱۹۳۳ در اشترالزونت به کریگس‌مارینه پیوست.

## خدمت
پرین دوره آموزشی او-بوت را در او-۲۶ از نوع ۱آ گذراند. با این او-بوت در جنگ داخلی اسپانیا حضور یافت. دوره آموزشی فرماندهی او-بوت را طی کرد و روز ۱۷ دسامبر سال ۱۹۳۸ فرماندهی او-۴۷ از نوع ۷ب را بر عهده گرفت. عملکرد متمایزی در رزمایش خلیج بیسکی داشت.
با آغاز جنگ جهانی دوم، در دریای شمال بود که فرانسه و بریتانیا روز ۳ سپتامبر سال ۱۹۳۹ به آلمان اعلان جنگ کردند. دو روز بعد نخستین قربانی خود، یک کشتی بخار فرانسوی، را غرق کرد. روزهای بعدی دو کشتی باری بریتانیایی ریو کلارو و گارتِیوِن را نیز راهی کف دریا کرد. وقتی میانه ماه سپتامبر به پایگاه بازگشت بزرگ‌دریابد اریش ردر، فرمانده کل کریگس‌مارینه نشان درجه ۲ صلیب آهنین را به او اعطا کرد و به تمام خدمه او-۴۷ دو هفته مرخصی داد.

رخنه به اسکاپا فلو

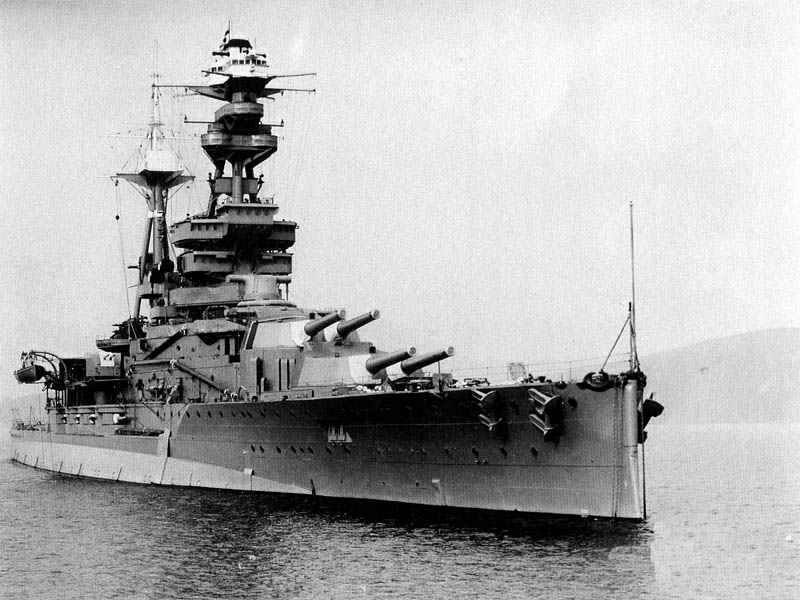
رویال اوک

مدت کوتاهی پس از برگشتن به سر کار، روز ۱ اکتبر به کشتی باری وایشِل در لنگرگاه کیل فراخوانده داشت و دیداری با دریادار کارل دونیتس، فرمانده کل ناوگان او-بوت‌ها داشت. دونیتس از او پرسید آیا می‌خواهد به پایگاه دریایی بریتانیا در اسکاپا فلو حمله کند؟ پرین دو روز فرصت داشت به این پرسش پاسخ دهد. این کاری بسیار دشوار بود؛ چرا که این مکان پایگاه اصلی ناوگان میهنی بریتانیا بود و رخنه یک زیردریایی در آن کار ساده‌ای نبود. دو او-بوت آلمانی در جنگ جهانی اول تلاش کردن وارد محوطه این پایگاه شوند اما هیچ‌یک بازنگشتند. به هر صورت این بار تصاویر هواگردهای شناسایی لوفت‌وافه نشان می‌داد از ورودی از شرقی پایگاه به خوبی مراقبت نمی‌شود. پرین فردای آن روز اعلام آمادگی کرد این کار را انجام دهد. موعد حمله برای شب ۱۴–۱۳ اکتبر قرار گرفت. او-۴۷ روز ۸ اکتبر بندر کیل را ترک کرد. پرین صبح روز ۱۳ اکتبر در نزدیکی پایگاه دریایی بریتانیا به زیر آب رفت و مأموریت خود را با خدمه او-بوت در میان گذاشت. خدمه با وجود آگاهی از خطر بالای این مأموریت، نسبت به آن مشتاق بودند. پرین ساعت ۷:۱۵ عصر به روی آب آمد. او-بوت برخلاف جریان آب به آرامی به سمت پایگاه رفت و بدون برخورد به کشتی‌های انسدادی کف دریا، وارد محوطه آن شد. پرین حدود ساعت یک نمیه‌شب به سمت شناورهایی که می‌پنداشت نبردناوهای رویال اوک و ریپالس هستند نشانه‌گیری کرد و از فاصله حدود ۴٬۰۰۰ متری چهار اژدر به سمت آن‌ها شلیک کرد. یکی از اژدرها خطا رفت و دو اژدر دیگر منفجر نشدند. تنها یکی از اژدرها با اصابت به نبردناو رویال اوک منفجر شد. با این وجود هیچ خبری از اقدامات مقابله‌ای بریتانیایی‌ها نبود. در حقیقت اژدر آسیب کمی به شناور وارد آورده بود و تصور خدمه آن بر این بود که به سبب یک انفجار درونی بوده است؛ بدین جهت هشدار عمومی صادر نشد. پرین بدون آگاهی از این مسئله، در یک تصمیم جسورانه یک چرخش دایره‌ای بزرگ بر روی آب در لنگرگاه کرد و آماده حمله دوم شد. چهار اژدر جدید بارگذاری شدند. حمله دوم حدود ساعت ۱:۱۵ نیمه‌شب انجام گرفت. این بار هر چهار اژدر به سمت رویال اوک شلیک شد. دو اژدر به شناور برخورد کرد و یکی از انبارهای مهمات آن را به آتش کشید. یک انفجار بزرگ این نبردناو ۳۱٬۲۰۰ تنی را به دو نیم کرد. رویال اوک در عرض ۱۳ دقیقه غرق شد و بیش از ۸۰۰ تن از خدمه از جمله فرمانده آن را با خود به کف برد. در این حال پرین بر روی سر به سرعت از محل دور شد. در مسیر با یک ناوشکن گشتی برخورد کرد اما کشتی جنگی دشمن آن را ندید. پرین تا ساعت ۲:۱۵ دوباره از کنار کشتی‌های انسدادی گذشت و وارد دریای آزاد شد. وقتی او-۴۷ به آب‌های خودی رسید دو ناوشکن آن را تا لنگرگاه ویلهلمس‌هافن همراهی کردند. جمعیت زیادی از جمله بزرگ‌دریابد ردر و دریادار دونیتس منتظر آن بودند. این دو به عرشه او-بوت رفتند و در عملی غیرمعمول، با همهٔ خدمه دست دادند. همچنین به همه خدمه نشان درجه ۲ صلیب آهنین اعطا شد. پرین می‌بایست شخصاً به پیشوا گزارش می‌داد. هواپیماهای شخصی هیتلر بعد از ظهر همان روز به ویلهلمس‌هافن آمدند و همه خدمه او-بوت را برای دیدار با او با خود بردند. هیتلر دو روز بعد آن‌ها را در ساختمان صدارت عظمی به حضور پذیرفت و نشان عالی صلیب شوالیه صلیب آهنین را به پرین اعطا کرد. پسری که روزی با فقر و بیکاری دست‌وپنجه نرم می‌کرد هم‌اکنون به قهرمان ملی بدل شد بود.
پرین با او-۴۷ میانه ماه نوامبر سال ۱۹۳۹ راهی سومین گشت رزمی شد و به سمت اقیانوس اطلس شمالی رفت. شرق جزایر شتلند یک اژدر به سمت رزم‌ناو بریتانیایی نورفولک شلیک کرد و با مشاهده انفجار، به این تصور افتاد که موفق به غرق کردن آن شده است؛ درحالی‌که چنین نشده بود. نمی‌توانست بماند و بررسی کند؛ چرا که سه ناوشکن با خرج‌های عمقی چند ساعت او-بوت را زیر حملات خود گرفتند و او مجبور به شیرجه بلافاصله و گریز بود. پرین به گشتی‌زنی ادامه داد و پنج روز بعد اژدری به یک کشتی بزرگ بخار مسافربری زد. به هر صورت این بار هم شناور هدف موفق به گریز شد و پرین در مقابل حملات خرج‌های عمقی از محل فاصله گرفت. به هر شکل در میانه دریا تانکری یافت و این بار آن را اژدر غرق کرد. روز بعد تانکر دیگری را هدف گرفت و آن را هم غرق کرد. در راه بازگشت دو اژدر به سمت یک کشتی باری ۴٬۰۰۰ تنی شلیک کرد اما هیچ‌یک از آن‌ها به شناور اصابت نکرد. حتی خود کشتی متوجه این نشد که به آن حمله شده است.
به جهت خسارت وارد آمده به او-۴۷ در اثر برخورد با قطعات یخ معلق در اقیانوس و خرج‌های عمقی برخورد کرده به آن، امکان بازگشت به دریا تا میانه ماه مارس سال ۱۹۴۰ وجود نداشت. این بار در یک گشت رزمی ناموفق، به جهت خراب شدن پمپ سوخت او-بوت و بدی شرایط آب‌وهوا، برین وادار به بازگشت به پایگاه ویلهلمس‌هافن در روز ۲۹ مارس شد.
روزهای آغازین ماه آوریل پرین با مأموریتی جدید به دریا بازگشت. می‌بایست از میان مین‌های دریایی ریخته‌شده در آب‌های اسکاگراک می‌گذشت و به تهاجم نیروهای آلمانی به نروژ یاری می‌رساند. در راه از فاصله حدود ۸۰۰ متری دو اژدر به سمت نبردناو بریتانیایی وارسپایت شلیک کرد که یکی پیش از اصابت منفجر شد و دیگری اصلاً منفجر نشد. پرین در ادامه حمله غافل‌گیرکننده‌ای به یک کاروان کشتی‌های نفربر و جنگی در یک آبدره در نروژ صورت داد. هشت اژدر شلیک شد که از بخت بد او همگی یا زود منفجر شدند یا با تغییر مسیر به دیواره‌های سخره‌ای خوردند. هنگامی که قصد گریز داشت بدنه او-بوت به کف آبدره برخورد کرد و موتور دیزل سمت راست آن آسیب دید. پرین به هر صورت توانست او-بوت خود را به دریای آزاد بازگرداند و به آلمان بازگردد. مشکل اژدرها فقط مربوط به او-۴۷ نبود بلکه یک مسئله فنی برای همه او-بوت‌ها بود که مدتی بعد حل شد.
آسیب‌دیدگی‌های او-۴۷ تا ماه ژوئن برطرف شد و پرین دوباره به دریا رفت. این بار مأموریت داشت در کنار سایر او-بوت‌ها به کاروانی از هالیفاکس حمله کند. ماه ژوئن سال ۱۹۴۰ ماه بسیار موفقی برای آلمان در دریا بود. مجموعاً ۱۴۰ کشتی تجاری دشمن با تناژ ۵۸۵ هزار تن غرق شد که بیش از ۱۰ درصد از آن مربوط به پرین بود. او در این گشت رزمی همهٔ اژدرهای خود را شلیک و تناژی بالغ بر ۶۶٬۰۰۰ تن از کشتی‌های دشمن را غرق کرد. رتبه بعدی مربوط به انگلبرت اندراس بود که شامل ۵۴٬۰۰۰ تن می‌شد. اندراس نایب فرمانده پرین در واقعه حمله به اسکاپا فلو بود.
پرین ماه اکتبر سال ۱۹۴۰ نخستین فرمانده او-بوتی شد که مجموع تناژ کشتی‌های غرق‌شده آن از ۲۰۰٬۰۰۰ تن فراتر رفت. بدین سبب پنجمین فرد در آلمان شد که برگ‌های بلوط صلیب شوالیه را دریافت می‌کند. به هر شکل محاسبات دقیق پس از جنگ نشان داد تناژ مربوط به پرین در حقیقت ۱۶۰ هزار تن بوده است. البته در ادامه جنگ اتو کرچمر فرمانده او-۹۹ عملکرد بهتری داشت و با غرق کردن ۴۴ شناور با مجموع تناژ ۲۶۶ هزار تن در صدر رده‌بندی برترین تک‌خال‌های او-بوت قرار گرفت.
پرین شب ۱۸–۱۷ اکتبر سال ۱۹۴۰ در راس گروهی از سه او-بوت دیگر به یک کاروان بریتانیایی حمله برد. با کار گروهی هشت کشتی از آن غرق شد و هیچ او-بوتی از دست نرفت. گشت‌زنی‌های زمستانه پرین کم‌ثمرتر بود چرا که آب‌وهوای نامساعد با طوفان‌ها و دید ضعیف امکان عمل مؤثر را نمی‌داد.

## سرنوشت
پرین اواخر ماه ژانویه سال ۱۹۴۱ دهمین گشت رزمی خود را از لوریان در فرانسه آغاز کرد. پس از گذشت شش هفته در دریا، روز ۷ مارس حمله‌ای به کاروان بریتانیایی اوبی-۲۹۳ را رهبری کرد. درگیری در جنوب ایسلند به وقوع پیوست. او-بوت‌ها دو کشتی تجاری را غرق کردند که یکی مربوط یه پرین بود اما تلفات خود آن‌ها بسیار زیاد بود. در این واقعه پرین در هوای بارانی از حلقه محافظان کاروان گذشت. به هر حال پیش از آن که بتواند اژدری شلیک کند هوا آرام گرفت و آفتابی شد. او-۴۷ او توسط ناوشکن بریتانیایی ولورین شناسایی شد. پرین بلافاصله اقدام به شیرجه ناگهانی کرد اما ولورین هم واکنش سریعی داشت و چندین خرج عمقی بر روی او-بوت انداخت. او-۴۷ به شدت آسیب دید. رهگیر صوتی ناوشکن بریتانیایی از فاصله نزدیک به خوبی موقعیت آن را می‌دانست. پرین تا شب‌هنگام زیر آب ماند. وقتی به روی سطح آمد ولورین بلافاصله بر سر آن آوار شد. پرین، برای آخرین بار، شیرجه ناگهانی زد. خرج‌های عمقی این بار او-۴۷ را تکه‌تکه کرد. چند دقیقه بعد تکه‌هایی از آن بر روی آب آمد. هیچ‌کدام از خدمه او-بوت در این حادثه زنده نماندند. ناخدا سوم گونتر پرین هنگام مرگ ۳۳ سال داشت.
پرین در طول خدمت خود ۳۱ کشتی دشمن با مجموع تناژ ۱۹۲٬۱۰۲ تن را غرق کرد.
فرماندهی عالی کریگس‌مارینه برای مدتی خبر این اتفاق را مسکوت نگاه داشت. در ابتدا تصور می‌شد شاید علت سکوت رادیویی طولانی پرین خراب شدن دستگاه فرستنده رادیویی اوست. به هر شکل تا اوایل ماه آوریل تمامی امیدها از میان رفت. خبر رسمی مرگ پرین روز ۲۳ مه سال ۱۹۴۱ اعلام عمومی شد. پرین پس از مرگ، به جهت نشان دادن شجاعت در رزمگاه، به درجه ناخدا دوم ترفیع گرفت.
شایعاتی در ارتباط با علت مرگ پرین در بین برخی پخش شد. از جمله این که به جهت نافرمانی از دستور برای رفتن به دریا با او-بوت نیازمند تعمیر، دستگیر و به اردوگاهی فرستاده و بعداً تیرباران شده است. البته داستان‌های مشابهی در مورد سایر فرماندهان او-بوت، ژنرال‌ها و تک‌خال‌های لوفت‌وافه که در میدان‌های نبرد مفقود شده بودند هم شنیده شده است.